# Charles Pahud de Mortanges
Charles Ferdinand Pahud de Mortanges (13. května 1896 Haag – 7. dubna 1971 tamtéž) byl nizozemský důstojník a reprezentant v jezdeckém sportu, čtyřnásobný olympijský vítěz.
V roce 1918 absolvoval Koninklijke Militaire Academie v Bredě a stal se armádním instruktorem jízdy na koni. Zúčastnil se čtyř olympijských her v soutěži všestranné způsobilosti a v roce 1932 byl vlajkonošem nizozemské výpravy. Na LOH 1924 byl členem vítězného družstva a skončil čtvrtý v soutěži jednotlivců, na domácích LOH 1928 získal zlatou medaili v individuální i týmové soutěži, na LOH 1932 byl první mezi jednotlivci a druhý v soutěži družstev. Na LOH 1936 závod nedokončil. V roce 1924 startoval na koni Johnny Walker, v letech 1928 a 1932 na koni Marcroix a v roce 1936 na koni Mädel wie Du.
V roce 1938 utrpěl při vojenském cvičení zranění zápěstí, které ukončilo jeho jezdeckou kariéru. Po německé okupaci byl postaven mimo službu a vedl zařízení pro válečné invalidy. V roce 1942 byl jeho syn zastřelen při pokusu o emigraci, krátce nato byl Pahud s dalšími nizozemskými důstojníky zatčen a odeslán do internačního tábora, ale podařilo se mu uprchnout z transportu a dostat se do Anglie, kde se přidal k nizozemské zahraniční armádě, s níž se zúčastnil vylodění v Normandii a osvobození vlasti. V letech 1946 až 1952 byl předsedou Nizozemského olympijského výboru a v letech 1946 až 1964 členem Mezinárodního olympijského výboru. Od roku 1954 vedl královský vojenský dům, do penze odešel v roce 1962 v hodnosti generálporučíka. Byl mu udělen Řád nizozemského lva.